# Hàm Tân (xã cũ)
Hàm Tân là một xã cũ thuộc huyện Trà Cú, tỉnh Trà Vinh, Việt Nam.

## Địa lý
Xã Hàm Tân nằm ở phía tây nam của huyện Trà Cú, có vị trí địa lý: 
- Phía đông giáp xã Hàm Giang
- Phía tây giáp sông Hậu
- Phía nam giáp xã Đại An và xã Định An
- Phía bắc giáp xã Thanh Sơn.

Xã Hàm Tân có diện tích 20,98 km², dân số năm 2019 là 7.188 người, mật độ dân số đạt 343 người/km².

## Hành chính
Xã Hàm Tân được chia thành 7 ấp: Bến Bạ, Cà Hom, Cà Săng, Chợ, Rạch Cá, Vàm Ray, Vàm Ray A.

## Lịch sử
Ngày 1 tháng 8 năm 2008, Chính phủ Việt Nam ban hành Nghị định số 86/2008/NĐ-CP về việc thành lập xã Hàm Tân thuộc huyện Trà Cú trên cơ sở điều chỉnh 2.098 ha diện tích tự nhiên và 7.759 nhân khẩu của xã Hàm Giang.
Ngày 15 tháng 10 năm 2019, Hội đồng Nhân dân tỉnh Trà Vinh ban hành Nghị quyết 157/NQ-HĐND về việc sáp nhập ấp Cà Săng Cụt vào ấp Cà Săng.